# تپه کلاته سیدها
تپه کلاته سیدها در شهرستان مانه و سملقان، بخش سملقان، دهستان آلمه، روستای زمان صوفی واقع شده و این اثر در تاریخ ۱۸ شهریور ۱۳۸۷ با شمارهٔ ثبت ۲۳۲۹۷ به‌عنوان یکی از آثار ملی ایران به ثبت رسیده است.